# Кейтеринг

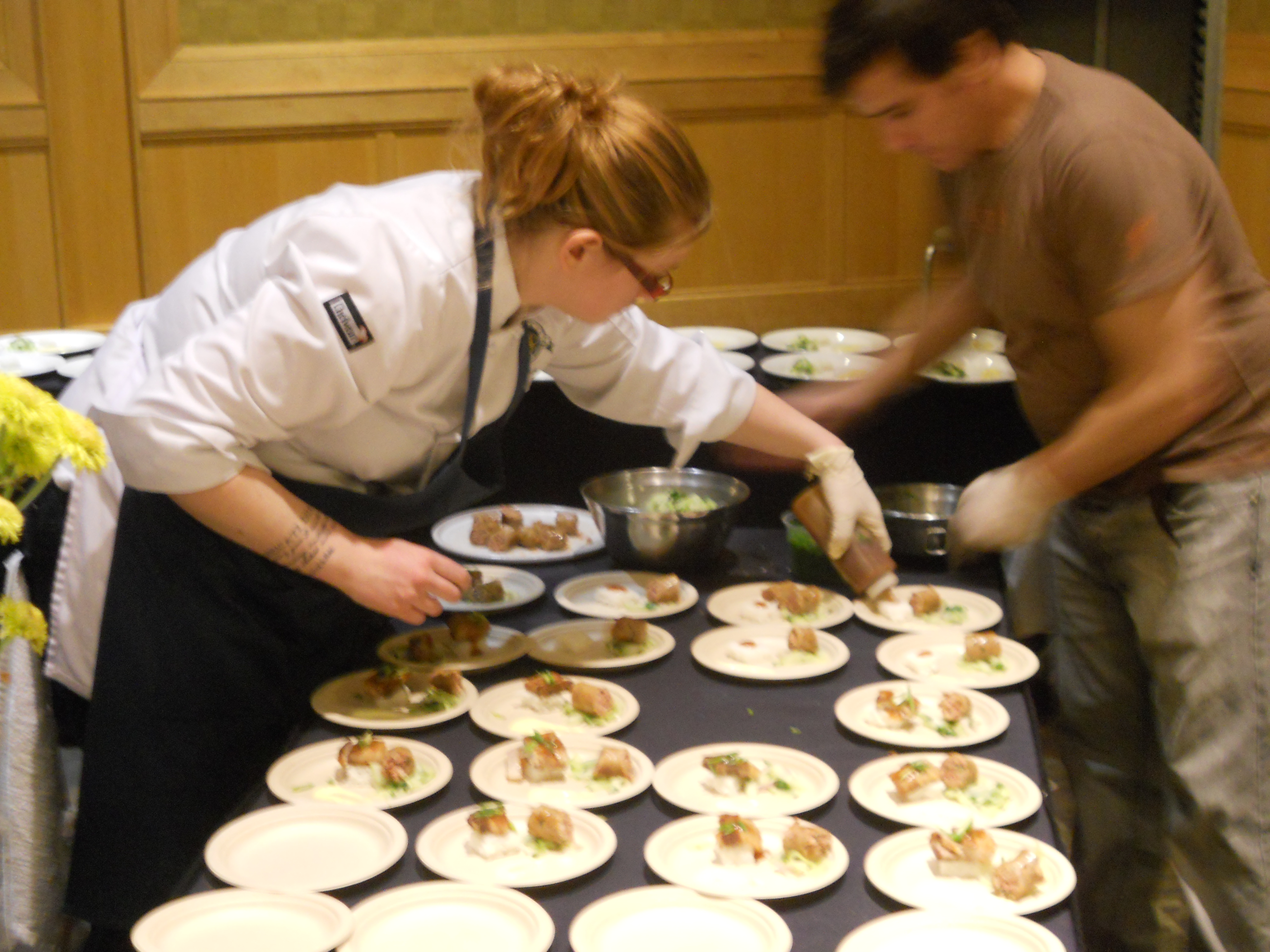
Подготовка к официальному мероприятию

Ке́йтеринг (англиц. от catering «организация питания; банкетное обслуживание») — отрасль общественного питания, связанная с оказанием услуг на удалённых точках. Включает все предприятия и службы, оказывающие подрядные услуги по организации питания сотрудников компаний и частных лиц в помещении и на выездном обслуживании, а также осуществляет обслуживание мероприятий различного назначения и розничную продажу готовой кулинарной продукции.
Кейтеринг подразумевает не только приготовление пищи и доставку, но и обслуживание: сервировка, оформление стола, разлив и подача напитков гостям и тому подобные услуги.

## Виды кейтеринга
Виды кейтеринга различают по месту, способу оказания услуг и их стоимости: событийный кейтеринг (питание гостей на частном празднике или торговая точка на общегородском празднике), питание в транспорте (в том числе авиационный кейтеринг или бортовое питание), социальное питание (образовательные и медицинские учреждения, корпоративное питание, в исправительных заведениях, армии и т. д.)
- приготовление пищи в помещении;
- приготовление пищи вне помещения (выездное ресторанное обслуживание);
- контракт на поставку (доставка в офис);
- социальный кейтеринг;
- розничная продажа готовой кулинарной продукции;
- VIP-кейтеринг;
- медицинский кейтеринг;
- кейтеринг напитков и коктейлей (выездной бар);
- авиакейтеринг;
- концертный кейтеринг (выполнение требований райдера артистов);

и другие.

## Виды выездного ресторанного обслуживания
Существует несколько видов выездного ресторанного обслуживания:
- Фуршет
- Шведский стол
- Кофе-брейк
- Коктейль
- Пикник или барбекю
- Банкет
- Презентации и рекламные акции
- Доставка обедов
- Гала-ужин
- Свадебный банкет
- День рождения

## История
Мировой рынок кейтеринг-индустрии начал активно развиваться в США в начале XX века, во время масштабного строительства небоскрёбов, для организации питания многочисленных рабочих. Одновременно идея получила быстрое распространение как способ обеспечения питания сотрудников крупных промышленных предприятий и офисных работников бизнес-центров США и Европы с целью более эффективной организации рабочего дня.

## Сезонные особенности кейтеринга
Сезонность является характерной чертой отрасли. В течение года формат и тематика проводимых мероприятий меняются и во многом зависят от праздников, отмечаемых в этот период, а также погодных условий. Сезонность в кейтеринге характеризуется прогнозируемыми количественными показателями прибыли, остающимися почти постоянными для каждого сезона из года в год.
Первый активный сезон приходится на декабрь, в котором количество заказов достигает максимума во второй половине месяца, и самое начало января. Это связано с празднованием Нового года и Рождества Христова. Самый востребованный формат мероприятий сезона — банкеты и буфеты (фуршеты). В целом на декабрь — начало января приходится около 25—30 % заказов от общегодового количества.
Второй сезон охватывает май, летние месяцы, особенно июнь, и частично — сентябрь. Преобладают мероприятия, связанные с выпускными вечерами, свадьбами, корпоративными праздниками, проводимыми на открытом воздухе. В этот период также популярны мероприятия «тим-билдинга». Формат кейтерингового обслуживания — пикник, барбекю, буфет (фуршет). Важно учитывать погодные особенности, перепады температур, географию и длительность мероприятия, чтобы подготовить подходящие сеты. Необходимо обсуждать с заказчиком все нюансы, чтобы исключить скоропортящиеся продукты и добавки (в жаркие дни), фрукты, привлекающие насекомых (если пикник организован у реки) и т. д.
На второй сезон приходится около 50 % заказов от общегодового количества.
Третий пик характеризуется бизнес-активностью и выпадает на вторую половину февраля, март, апрель, сентябрь и октябрь. В основном услуги кейтеринговых компаний востребованы на презентациях, выставках, бизнес-тренингах, семинарах, пресс-конференциях. Основные форматы мероприятий — кофе-брейк, коктейль, буфет (фуршет). Этот период приносит владельцам кейтеринговых компаний около 20—25 % от общегодового числа заказов.
Самыми непродуктивными месяцами для кейтеринговых компаний являются январь и ноябрь. В этом сезоне востребованы в основном ужины, коктейли и частные мероприятия. На их долю приходится менее 10 % от общего числа заказов.
Однако бывают и исключения, когда сезон не имеет значения. К примеру, если в тот или иной период времени проходят масштабные международные форумы, спортивные состязания, которые подразумевают большое количество участников (туристов, болельщиков), в том числе первых лиц государств, делегаций из разных стран мира.

## Кейтеринг в России
Как вид ресторанного бизнеса начал формироваться в Москве в начале 1990-х, затем получил развитие в Санкт-Петербурге, и к 2000 году кейтеринг-индустрия получила развитие в других городах Российской Федерации и странах СНГ. Российский опыт кейтеринг-технологий начался с развития событийного кейтеринга, и его первоначальной характерной чертой, помимо спонтанности, было сомнительное качество оказываемых услуг.
Российский рынок кейтеринг-индустрии в период 2008−2010 гг. характеризовался серьёзной конкуренцией внутри отрасли и размытостью ценовых сегментов из-за последствий мирового экономического кризиса, а также быстрым совершенствованием кейтеринг-технологий с тенденцией развития премиального сектора.
На российском рынке событийного кейтеринга в настоящее время действуют более 80 кейтеринговых компаний, не считая кейтеринг-подразделений гостиничных операторов, кейтеринг-компаний, работающих в связке с ресторанами и предоставляющих услуги по организации выездных мероприятий, а также банкетных залов и ресторанов выездного обслуживания в структуре event-агентств.
Согласно оценкам экспертов компании «АМИКО», объём российского рынка кейтеринга в 2009 году составил около 440 млн долларов, что на 17 % больше, чем в 2008 году. Потенциальная ёмкость московского рынка кейтеринга экспертами определяется в размере около одного миллиарда долларов в год. По итогам 2009 года совокупный оборот московских кейтеринговых компаний составил порядка 267 млн долларов. По стоимости оказываемых услуг структура рынка кейтеринг-индустрии представлена в премиальном, среднем и низкоценовом сегменте.
С 2011 года присуждается ежегодная премия «Кейтеринг года». В этом же году начала работать первая школа кейтеринга.
В 2019 году исследовательская компания NeoAnalytics подвела итоги маркетингового исследования российского рынка кейтеринга за 2018 год. По данным аналитиков, российский объем рынка кейтеринга при ежегодных темпах роста на 7−9 % составил около ₽35 млрд (данные на март 2019 года). В 2018 году значительно увеличился спрос на услуги кейтеринга, где корпоративный сегмент показал себя как наиболее перспективный. По данным отчета компании Catery, в 2018 году доставка блюд в офис выросла почти на треть (до $480 млн), на дом — на 20% (до $120 млн) по сравнению с 2017 годом.
По состоянию на март 2019 года в России насчитывается более 720 кейтеринговых компаний, из них 5 крупных игроков занимают 65 % рынка. По прогнозам NeoAnalytics, к 2022 году в условиях высокой конкуренции более мелкие участники уйдут с рынка, что усилит позиции лидеров отрасли. Потенциальная емкость рынка кейтеринга в перспективе на 2022 год оценивается в ₽500-600 млрд.

## Интересные факты
Кейтеринг (англ. catering) входит «двумя буквами» в слово horeca. Распространено заблуждение hotel-restoran-cafe, — но «ресторан» и «кафе» не столь уж сильно различаются в плане логистики. Так что: hotel-restaurant-catering => horeca.
Поскольку особенности баров и кафе как каналов сбыта или подвидов сферы гостеприимства покрываются термином «ресторан», рациональней относить Ca к первым буквам «catering» (кейтеринг). Различия между кафе и рестораном гораздо меньше, чем между кейтерингом и рестораном.